# Edward Suchoń
Edward Wincenty Suchoń (ur. 6 czerwca 1909 w Boguminie, zm. 9 stycznia 1993 w Katowicach) – polski piłkarz, występujący na pozycji napastnika.
Suchoń był wychowankiem MRKS–u Czechowice-Dziedzice, w którym występował w latach 1926–1929. W sezonie 1929 trafił do Cracovii i reprezentował ją do 1931 roku. W „Pasach” zadebiutował 30 marca 1930 roku w przegranym 1:0 meczu z Polonią Warszawa. W sezonie 1930 zdobył z Cracovią mistrzostwo Polski. Ostatni mecz w „Pasach” zagrał w maju 1931 roku, po czym wrócił do macierzystego MRKS–u Czechowice-Dziedzice i grał w nim do 1934 roku. W 1933 roku wystąpił w dwóch spotkaniach reprezentacji Białegostoku będąc wówczas zawodnikiem niezrzeszonym. Suchoń był absolwentem filologii romańskiej na Uniwersytecie Jagiellońskim (1933). Pracował jako kurator oświaty i wizytator szkolny.

## Statystyki klubowe
| Sezon | Klub     | Liga   | Liga krajowa | Liga krajowa |
| ----- | -------- | ------ | ------------ | ------------ |
| Sezon | Klub     | Liga   | Mecze        | Bramki       |
| 1929  | Cracovia | I Liga | 0            | 0            |
| 1930  | Cracovia | I Liga | 2            | 0            |
| 1931  | Cracovia | I Liga | 4            | 0            |
| Razem | Razem    | Razem  | 6            | 0            |

## Sukcesy

### Cracovia
- Mistrzostwo Polski w sezonie 1930